# Corliss Palmer

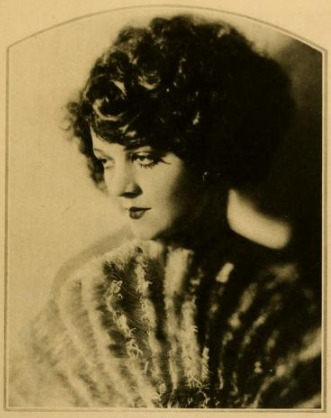
Corliss Palmer (1922)

Corliss Palmer (* 25. Juli 1899 in Edison, Georgia; † 27. August 1952 in Camarillo, Kalifornien) war ein US-amerikanisches Model und Stummfilmschauspielerin.

## Leben
Corliss Palmer wurde 1899 in Edison, im US-Bundesstaat Georgia, als Tochter von Luther und Julia Palmer geboren. Sie hatte zwei Schwestern und zwei Brüder.
Im Jahr 1920 nahm Palmer am „Fame and Fortune Contest“ teil, der im Motion Picture Magazine ausgeschrieben war. Sie gewann den Wettbewerb und wurde vom Magazin als „schönstes Mädchen Amerikas“ gefeiert.
Palmer war mit Eugene V. Brewster verheiratet und ließ sich 1931 scheiden. Nach ihrer Scheidung wurde Palmer alkoholkrank und am 31. Januar 1933 unter dem Pseudonym Edith Mason in ein Krankenhaus in San Francisco eingewiesen. Palmer verbrachte die zweite Hälfte ihres Lebens in psychiatrischen Anstalten.

## Filmografie
- 1922: From Farm to Fame

- 1926: Her Second Chance

- 1926: Bromo and Juliet

- 1927: The Return of Boston Blackie

- 1927: A Man’s Past

- 1927: Polly of the Movies

- 1927: Scheidung vor der Ehe (Honeymoon Hate)

- 1928: Die Nacht ohne Hoffnung (The Noose)

- 1928: Into the Night

- 1928: The Night Bird

- 1928: George Washington Cohen

- 1928: Trial Marriage

- 1928: Scarlet Youth

- 1928: Clothes Make the Woman

- 1929: Sex Madness

- 1929: Broadway Fever